# Al-Muntasir
Al-Muntasir, död 862, var abbasidernas 11:e kalif. Han var regerade kalif i Abbasidkalifatet mellan 861 och 862. 